# Szuhár (Románia)
Szuhár románul: Soharu, falu Romániában, Erdélyben, Fehér megyében.

## Fekvése
Abrudfalva (Abrud-Sat) közelében fekvő település.

## Története
Szuhár 1857-1941 között Abrudfalva része volt, 1850-ben 564 lakossal. 1956-ban a várost alkotó településként adatai Abrudhoz (Abrud) voltak számítva.
1966-ban 404, 1977-ben 345, 1992-ben 263, 2002-ben 190 román lakosa volt.